# This Used to Be My Playground
«This Used to Be My Playground» es una canción interpretada por la cantante estadounidense Madonna. Es el tema musical de la película A League of Their Own, una comedia ambientada en los años 1940 dirigida por Penny Marshall y protagonizada por Tom Hanks, Geena Davis, Rosie O'Donnell y Madonna, que se basa en la historia real de la liga de béisbol femenino All-American Girls Professional Baseball League. La propia Marshall solicitó a la cantante que grabara una canción original para el filme; en ese momento, se encontraba trabajando en su quinto álbum de estudio, Erotica, con el productor Shep Pettibone, de manera que este último compuso la melodía y la artista añadió algunas ideas que tenía en mente; en solo dos días, ambos habían compuesto «This Used to Be My Playground». Los prolongados viajes de Madonna a su ciudad natal de Bay City (Míchigan), lugar que había representado un refugio para ella, sirvieron de inspiración para la canción.
Compuesta y producida por Madonna y Pettibone, la grabación tuvo lugar en los estudios Ocean Way Recording de Los Ángeles entre marzo y mayo de 1992, durante las últimas sesiones de Erotica. Grabar el tema significó una experiencia nueva para Pettibone, dado que era la primera vez que trabajaba con instrumentos reales y músicos en vivo, sumado a que estaba más asociado a la música club que a las baladas y aún era muy solicitado como remezclador. La intérprete grabó la voz principal en un micrófono Shure SM57 sobre acordes generados por computador e incluyó un arreglo de cuerdas —a cargo de Jeremy Lubbock— y una orquesta de treinta músicos. Una vez finalizadas las sesiones, el estadounidense Al Schmitt quedó a cargo de la ingeniería de audio y la mezcla. Madonna y Pettibone enviaron la versión final al equipo de Marshall y a los representantes de Columbia Records, quienes quedaron encantados con la canción, y apareció en los créditos finales de A League of Their Own.
La canción es una balada de tempo lento que cuenta con una producción «discreta», con instrumentos como la percusión, teclados, cuerdas y arreglos orquestales que complementan la voz de Madonna. La letra, objeto de varios análisis y comentarios, combina la nostalgia y la pérdida y trata sobre los recuerdos del pasado; concretamente, hace énfasis en la infancia de la cantante y la muerte de su madre, así como alude a su ciudad natal, Bay City. Las compañías Sire y Warner Bros. Records publicaron el tema como sencillo el 16 de junio de 1992. Si bien apareció en los créditos finales de la película, no figuró en la banda sonora debido a razones contractuales, dado que Madonna pertenecía a Warner Bros. y el álbum salió a la venta a través de Sony y Columbia; en su lugar, se incluyó en Barcelona Gold, un recopilatorio publicado por Warner para promocionar el inicio de los Juegos Olímpicos de Barcelona 1992. Tres años después, en 1995, formó parte de Something to Remember, una colección de baladas de Madonna.
En términos generales, «This Used to Be My Playground» obtuvo la aclamación de críticos y periodistas musicales, quienes elogiaron la interpretación vocal de Madonna y la producción, así como la composición y su naturaleza nostálgica. Sumado a ello, ha sido considerada una de las grabaciones más destacadas y memorables de su carrera. En la 50.ª edición de los Globo de Oro, obtuvo una nominación en la categoría de mejor canción original. Además, Madonna y Pettibone fueron reconocidos por su trabajo como compositores en dos premiaciones de la ASCAP. Desde el punto de vista comercial, se convirtió en el décimo número uno de la artista en la lista Billboard Hot 100 de los Estados Unidos, por lo que rompió su empate con Whitney Houston y se convirtió en ese momento en la artista femenina con más sencillos en el primer lugar. También llegó a la primera posición en Canadá, Finlandia, Italia, México y Suecia y fue la segunda canción más reproducida del año en todo el continente europeo.
El videoclip fue rodado en Los Ángeles y dirigido por Alek Keshishian, quien ya había trabajado anteriormente con Madonna en el documental Truth or Dare (1991), y consistió en un libro ilustrado de fotografías en movimiento que se desplaza de un lado a otro, con imágenes de Madonna que dan vida a dichas fotografías. Salió al aire por primera vez en MTV el 29 de junio de 1992, dos días antes del estreno de A League of Their Own, como parte de un especial televisivo de dos horas titulado Madonna: A League of Her Own. El vídeo ha sido comparado con el de «To Be Reborn» (1987) del británico Boy George, ya que también aparece interpretando la canción dentro de las páginas de un libro, e incluso el propio cantante declaró en su autobiografía haberse disgustado por las similitudes. Tras su lanzamiento, numerosos artistas interpretaron una versión de la canción, especialmente para álbumes homenaje. Por más de treinta años, «This Used to Be My Playground» había sido uno de los pocos sencillos que Madonna nunca había interpretado en vivo; finalmente, en febrero de 2024, cantó un fragmento a capela de la canción en el concierto de Chicago durante la gira The Celebration Tour.

## Antecedentes

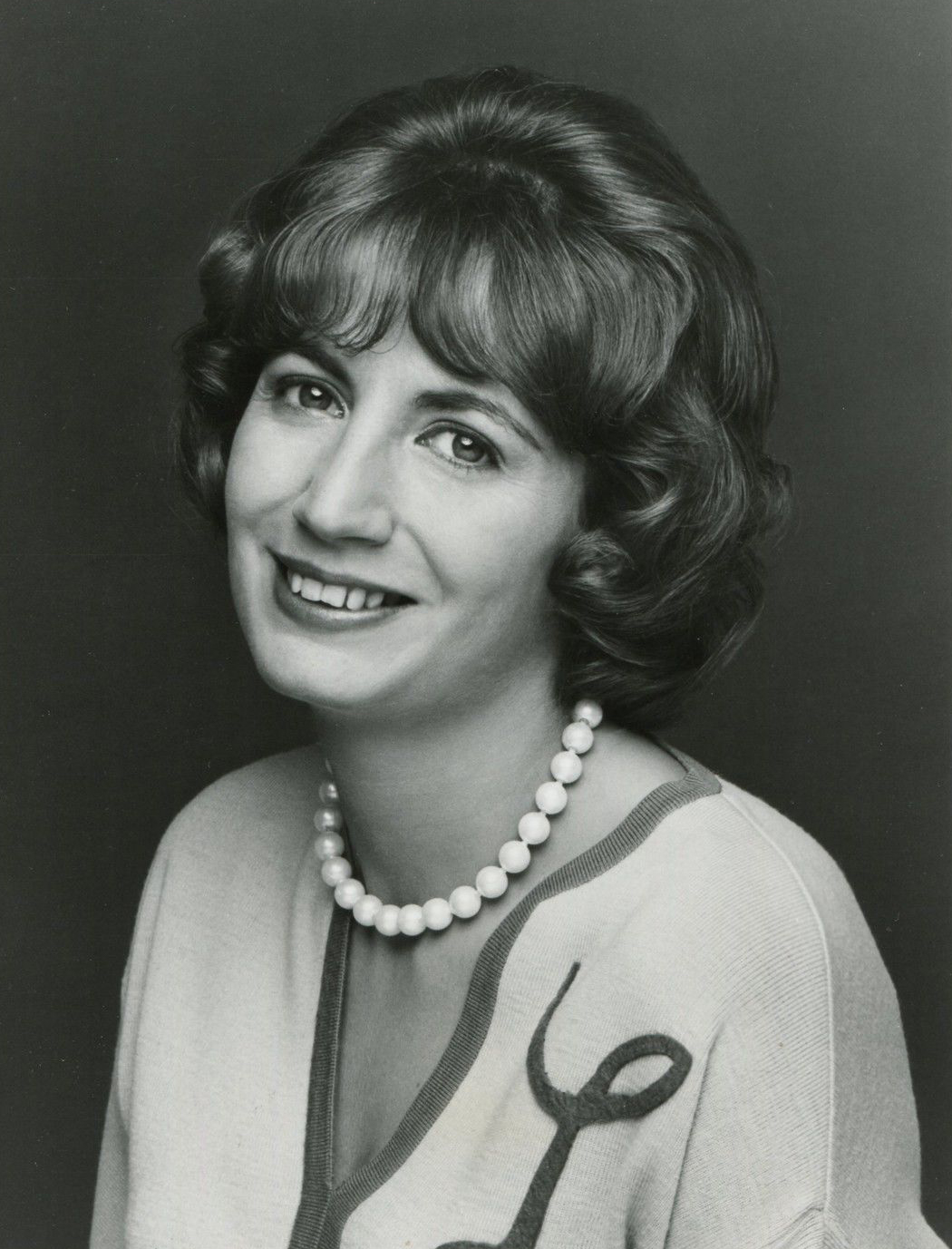
Madonna coprotagonizó y compuso el tema musical de la película A League of Their Own, dirigida por Penny Marshall (fotografiada en 1976)

En el año 1992, se estrenó A League of Their Own, una comedia ambientada en los años 1940 dirigida por Penny Marshall y protagonizada por los actores Tom Hanks, Geena Davis, Rosie O'Donnell y la cantante Madonna, en el papel secundario de Mae «All the Way» Mordabito. El filme se basa en la historia real de la liga de béisbol femenino All-American Girls Professional Baseball League, fundada en 1943 por Philip K. Wrigley —propietario de los Chicago Cubs— con el objetivo de mantener vivo el deporte del béisbol en caso de que las Grandes Ligas tuviesen que cerrar definitivamente debido a la Segunda Guerra Mundial. El equipo logró gran popularidad, al grado que rompió estereotipos de género y permaneció activa hasta 1954. Fue un documental para la PBS sobre la liga femenina lo que impulsó a que Marshall y los guionistas Lowell Ganz y Babaloo Mandel llevaran la historia de las jugadoras a la gran pantalla con el título de A League of Their Own. Con un presupuesto de USD 40 millones, tuvo su estreno en los Estados Unidos el 1 de julio de 1992; siendo la décima película más taquillera del año, con una recaudación total de 107 millones de dólares en el mercado doméstico. Madonna recibió comentarios favorables de la crítica por su «notable» personaje.
El presidente de Columbia Records, Don Ienner, se contactó con el supervisor musical Jay Landers, que trabajaba para aquella discográfica, y le solicitó que leyera el guion de la película. Junto con Michael Dilbeck —jefe de música de Columbia Pictures— decidieron componer la banda sonora; de acuerdo con Landers, Marshall se mostró «muy receptiva» con sus ideas musicales y señaló que «lo que hizo que este disco fuera especialmente fácil de hacer fue que todos en la comunidad musical era tan admiradores de Penny que no tuvimos que recurrir a nadie, porque todos estaban deseando ayudarla». La directora quería que la banda sonora fuese «muy fiel» a la época en la que transcurría la cinta, de modo que «no se escuchara una canción de 1944 en una escena de 1943», por lo que su concepto para el disco era contar con artistas contemporáneos que grabaran música de aquel tiempo. Carole King había compuesto la canción de apertura y, en el caso de Madonna, Landers explicó que «era lógico que cantara un tema», aunque hubo algunas dudas al principio con respecto a si debía mantenerse o «salirse del personaje» cuando «de repente» se oyera su voz en los créditos finales. Finalmente, decidieron continuar con esta última idea.

## Desarrollo
Mientras Madonna filmaba A League of Their Own, en octubre de 1991 empezó a trabajar en Erotica, su quinto álbum de estudio, junto con Shep Pettibone —con quien había colaborado previamente en «Vogue» y The Immaculate Collection (1990)— y su asistente Anthony Shimkin en el departamento del productor en Nueva York, donde tenía su propio estudio casero; para marzo del siguiente año, habían grabado un total de quince maquetas para incluirlas en el disco. Pettibone comentó que acababan de terminar de componer la balada «Rain» cuando Marshall llamó a Madonna y le preguntó si grabaría una canción para la película. La cantante admitió que no tenía ningún material para el filme, a lo que la directora explicó que solo necesitaba una balada. Si bien Madonna ya había creado canciones lentas antes que «Rain», las baladas eran algo nuevo para el productor, quien estaba más asociado a la música club y aún era muy solicitado como remezclador incluso después de su trabajo en «Vogue». Aun así, y dado que las sesiones de «Rain» habían «salido bien», Pettibone compuso una melodía esa noche y Madonna añadió algunas ideas que tenía en mente al día siguiente. En tan solo dos días «frenéticos», ambos habían desarrollado «This Used to Be My Playground».
Los prolongados viajes de Madonna a su ciudad natal de Bay City (Míchigan), lugar que significó un «refugio especial» para ella, sirvieron de inspiración para «This Used to Be My Playground». Aunque participó en la creación, Shimkin no fue acreditado como coautor en las notas del tema; en una entrevista, reveló que había compuesto las partes de las cuerdas y un solo de violín, pero la maqueta que contenía dicho solo nunca fue incluida en la grabación. De acuerdo con Marshall en sus memorias, la canción que Carole King había compuesto para la banda sonora iba a aparecer originalmente en los créditos finales, hasta que escuchó «This Used to Be My Playground» y consideró que la de Madonna había «funcionado» mejor en esa parte, ya que, además, le daba a los fanáticos «algo que esperaban». Asimismo, reveló que no dejó que interpretara otro tema en el filme porque no quería «explotarla». En una entrevista con NME realizada en septiembre de 1992, cuando se le preguntó si «Playground» guardaba alguna relación con Erotica, Madonna señaló que era «completamente diferente» y describió el proceso como un «trabajo por encargo»: «Querían que escribiera una canción para la película y puedo hacer ese tipo de cosas muy fácilmente».

## Grabación
| El día de la grabación pensamos que ya habíamos terminado y nos dimos cuenta de que habíamos olvidado el solo de cuerdas. Rápidamente le canté la parte al copista que, a su vez, dibujó los acordes para los violinistas y lograron grabarla con un minuto de sobra en el reloj. Cuando tienes una orquesta de treinta músicos puede ser muy caro emplear una segunda hora de su tiempo. —Anthony Shimkin sobre la grabación de la canción. |

«This Used to Be My Playground» fue la última canción que Madonna y Pettibone compusieron juntos, y la grabación sucedió al final de las sesiones de Erotica, entre marzo y mayo de 1992 en los estudios Ocean Way Recording de Los Ángeles (California). Grabar el tema significó una experiencia nueva para Pettibone, dado que era la primera vez que trabajaba con músicos en vivo. Tomó la maqueta y le añadió baterías, piano y cuerdas en vivo. La artista empezó a tararear la melodía «una y otra vez» en un micrófono Shure SM57 sobre acordes generados por computador, mientras la música se reproducía acompañada del piano, cuerdas, un órgano y un loop básico de rimshot; el productor recordó que la intérprete había grabado la voz principal el mismo día que «Rain» y que el sonido era «realmente atemporal, muy nostálgico». Pasó el resto de la sesión completando las estrofas hasta que toda la canción quedó terminada. Al día siguiente, Madonna viajó a Oregón para filmar su siguiente película, Body of Evidence, mientras Pettibone terminaba de trabajar en algunas canciones de las artistas Cathy Dennis y Taylor Dayne en los Soundworks Studios de Nueva York.

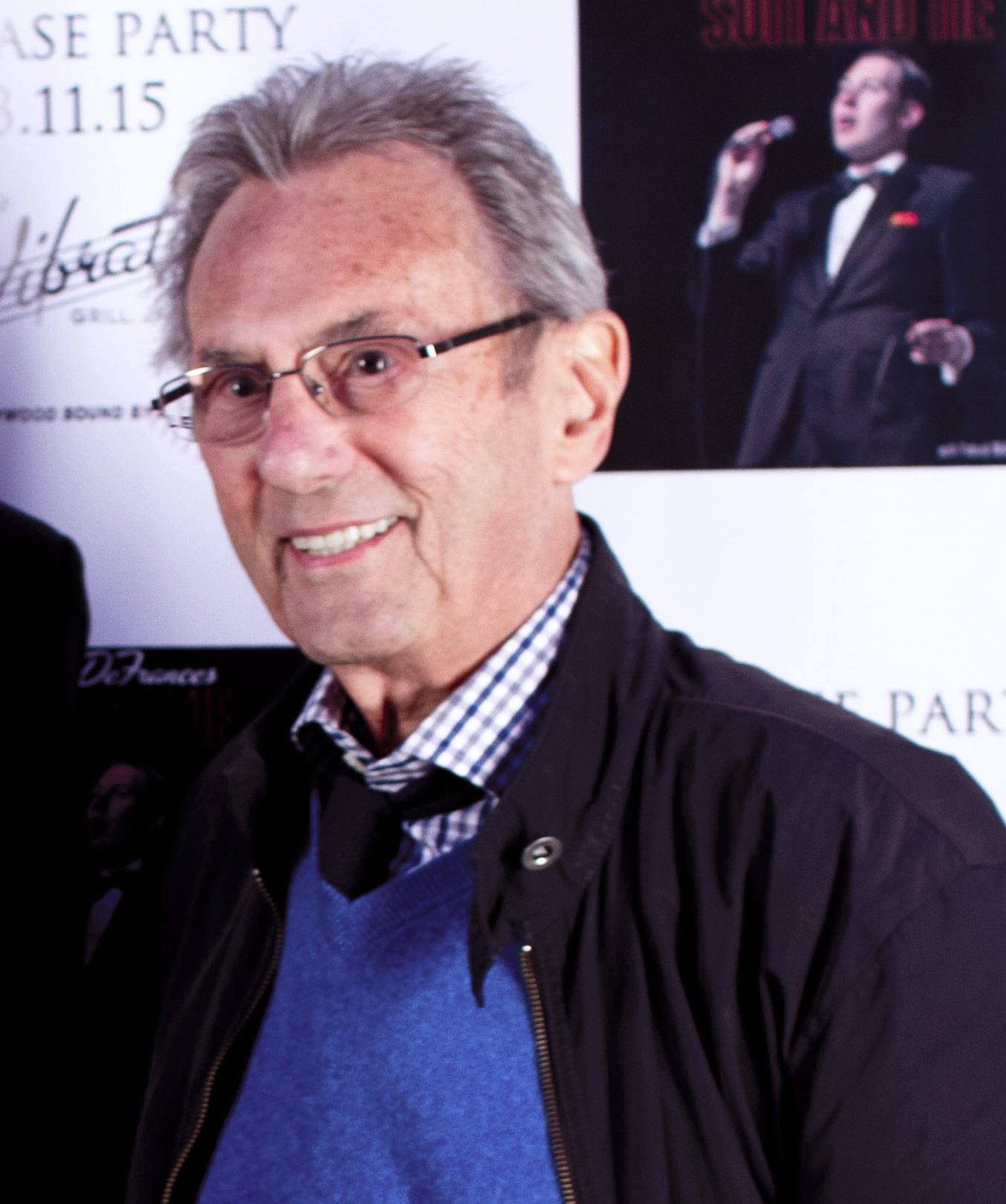
El estadounidense Al Schmitt fue el responsable de realizar la ingeniería de audio y la mezcla de «This Used to Be My Playground»

No obstante, la canción necesitaba un arreglo de cuerdas, algo que Pettibone nunca había hecho, pero que de igual forma lo entusiasmaba, de manera que volvieron a reunirse en los estudios Ocean Way en mayo de ese año para completar las partes de la orquesta y contactaron a Jeremy Lubbock —que había colaborado anteriormente con Madonna en el álbum I'm Breathless (1990)— para que hiciera los arreglos de cuerdas. Se presentó una orquesta de treinta músicos, así como el ingeniero estadounidense Al Schmitt, pero los problemas surgieron cuando la orquesta empezó a tocar y tanto el productor como la cantante no quedaron conformes con lo que habían oído, de modo que debieron modificar el arreglo mientras los músicos esperaban «pacientemente» en el estudio; al respecto, expresó: «Madonna y yo tuvimos que cambiar todo el arreglo allí mismo, con toda una orquesta sentada y cobrando por ocupar espacio, unos quince mil dólares por tres horas y tres mil por cada media hora más. Y, cómo no, Lubbock estaba hablando con dos personas que no sabían distinguir un do de un si natural. Había mucha presión». Así pues, dado que Pettibone solo podía cantar las notas que oía en el momento, él y Madonna se mantuvieron de pie cerca de su Mac mientras interpretaban las notas y Lubbock iba corrigiéndoles. La sesión les tomó dos horas y cincuenta y ocho minutos en total, suficiente para evitar pagarles a los músicos de la orquesta el tiempo extra. Pettibone declaró que Lubbock había hecho un «gran trabajo» y «tuvo mucho que ver con el resultado final de la canción». El último día de grabación sucedió en el Día de los Caídos, cuando la cantante decidió rehacer la voz principal porque insistía en que sonaría mejor y el productor aprovechó para realizar unas últimas ediciones.
Una vez finalizadas las sesiones, Schmitt quedó a cargo de la ingeniería de audio y la mezcla. Shimkin declaró que había sido una «gran experiencia de aprendizaje ver a un maestro como Al Schmidt [sic] grabar y mezclar, es simplemente increíble, un verdadero artífice». Rosie O'Donnell, quien forjó una estrecha amistad con Madonna durante el rodaje del filme, estuvo presente en el estudio durante la grabación; en diálogo con el pódcast Hot Takes and Deep Dives en marzo de 2021, declaró que, en un momento, la artista notó que un violín estaba desafinado, por lo que detuvieron la toma y solucionaron el problema; agregó: «Ahí es cuando me di cuenta de la gran música que es, del oído que tiene... ella es única». Madonna y Pettibone enviaron la versión final al equipo de Marshall para conocer su opinión y Landers afirmó que «inmediatamente nos encantó. Todos pensamos que sería una canción muy exitosa y enseguida supimos que sería perfecta». De esta manera, «Playground» sirvió como el tema principal de A League of Their Own y apareció apenas finaliza la última escena para dar paso a los créditos finales, donde se suceden imágenes de la película y secuencias del «conmovedor momento» en el que las verdaderas jugadoras del equipo de béisbol, todas ellas ya ancianas, se reencuentran en el campo del estadio Doubleday Field y juegan un partido. Cabe resaltar que aquí se decidió utilizar una versión extendida de la canción, la cual nunca llegó a publicarse de manera oficial.

## Composición

### Música
«This Used to Be My Playground» es una balada «romántica» y «sosegada» de tempo lento, la cual cuenta con una producción «discreta» que, según Paul Schrodt de Slant Magazine, recuerda a las primeras baladas de Madonna; en este sentido, se aprecia una percusión suave, teclados «melodiosos» y arreglos orquestales «cinematográficos». Además, el sonido de las cuerdas complementa la voz «dolorida» de la cantante, que se eleva hasta un momento dramático en el puente «sin llegar a ser empalagosa». Según la partitura publicada en Musicnotes por Alfred Publishing Co. Inc., se establece en un compás de 4/4, en un tempo «lento, con expresión» de 77 pulsaciones por minuto. Está compuesta en la tonalidad de sol menor y el registro vocal de Madonna se extiende desde la nota sol3 a si bemol menor4. Sigue una progresión armónica de sol menor—fa/sol—sol menor—fa/sol—mi bemol mayor7—re menor7—solsus—sol.
Comienza con una introducción de teclado antes de que un conjunto de cuerdas dé paso a una canción lenta en la que Madonna «vuelve a visitar el lugar de sus sueños infantiles». Según Rikky Rooksby, autor de The Complete Guide to the Music of Madonna (2004), la secuencia de acordes tiene un «agradable sentido» de lo inesperado, en términos de dónde empieza y termina, debido a que cambia de mi bemol a sol menor y momentáneamente a fa mayor, para luego repetir la secuencia. La estructura de la canción es «perfecta», en palabras de Rooksby, ya que el estribillo y las estrofas fluyen entre sí. Además, presenta una cualidad «romántica» y «muy exuberante» con algunos giros en la melodía; cuando el oyente espera escuchar su punto álgido, disminuye y la música vuelve a incrementarse. Madonna utiliza un registro tenue, pero expresivo, y se aprecia un interludio orquestal con cuerdas y coros en la tercera estrofa. El tema finaliza de manera repentina con un acorde suspendido de orquesta y la presencia del coro; el último verso emplea la técnica de double tracking y la artista canta con voz áspera por la emoción.

### Letra
La letra de «This Used to Be My Playground», descrita como «melancólica» y «poética», combina la nostalgia y la pérdida y trata sobre los recuerdos del pasado; especialmente, hace énfasis en la infancia de Madonna y la muerte de su madre, así como alude a su ciudad natal, Bay City. La narradora se encuentra sumida en la nostalgia y se resiste a la idea de que no debería regodearse en ella, lo que se refleja en los versos Say goodbye to yesterday / Those are words I'll never say («Decirle adiós al ayer, son palabras que nunca diré»). Además, la canción manifiesta «el dolor de toda una vida» cuando recita las líneas Because life is short / And before you know / You're feeling old / And your heart is broken («Porque la vida es corta y, antes de que te des cuenta, te sientes viejo y se te rompe el corazón»). La narradora se debate «entre la atracción del pasado y la necesidad de dejarlo ir», y llega a la conclusión de que «es demasiado pedir» en las frases Don't hold on to the past / Well, that's too much to ask («No te aferres al pasado; bueno, eso es pedir demasiado»), que Schrodt analizó como la «inevitable decepción que supone volver a los propios pasos». El tema finaliza con el verso Wishing you were here with me («desearía que estuvieras aquí conmigo»), que Rooksby observó que podría estar dirigido a su madre.
La letra ha sido objeto de análisis y comentarios por parte de académicos y periodistas musicales; en opiniones similares, el biógrafo Mark Bego la describió como una balada «sentimental» que «lamenta el paso del tiempo», apreciación que coincidieron las revistas Newsweek y Teen Ink. Peter Robinson de Pitchfork expresó que era una canción que «se desplaza en el tiempo» y añadió que la intérprete «se acerca más al hogar». Para Iñigo Díaz y David Ponce de Emol, era la «balada evocativa» de la infancia de la cantante. De acuerdo con Tara Brabazon, autora de Play: A Theory of Learning and Change (2015), el tema transmitía «recuerdos de una época mejor» y, de igual modo, Chris Wade en The Music of Madonna (2016) opinó que evocaba un «sentimiento extrañamente triste y nostálgico al recordarnos recuerdos de antaño».
Para Rooksby, se trataba de una «exploración de la infancia» en un estilo similar a las canciones de su anterior álbum de estudio, Like a Prayer (1989). El autor también comentó que hace referencia a la «inocencia de la infancia» y que forma parte de un grupo de canciones de la música popular que tratan temas sobre «ser joven, crecer, enfrentarse a las figuras de autoridad, sentirse confuso y luchar con la identidad». Por su parte, en su libro Faithquakes (1994), Leonard Sweet sostuvo que Madonna captaba «tan poderosamente» la búsqueda «de un lugar más seguro y más sano para vivir». Kay Turner, autor de I Dream of Madonna: Women's Dreams of the Goddess of Pop (1993), observó que el contenido de los trabajos más recientes de la cantante, entre ellos «Playground», hacía referencia al mundo onírico. La canción también ha sido analizada por algunos comentaristas como una elegía a aquellos amigos gais desaparecidos durante la crisis del VIH/sida; en este sentido, Jim Farber de Pitchfork señaló que expresaba «la empatía de un aliado».

## Publicación
Las compañías Sire y Warner Bros. publicaron «This Used to Be My Playground» como sencillo para promocionar A League of Their Own. La primera fecha de lanzamiento sucedió el 16 de junio de 1992, cuando se publicó en América del Norte, Australia y Europa un vinilo de 7" y un casete que contenían en el lado A la versión original —de cinco minutos de duración— y en la cara B una extendida de poco más de seis minutos con una estrofa extra; esta última no está disponible en ninguno de los álbumes de la cantante. Un par de semanas después, concretamente el 3 de julio, salió al mercado otro vinilo de 12" y un maxi CD que incluyó, además de las dos pistas mencionadas, una versión instrumental de casi siete minutos. En los Estados Unidos, solo el casete y el vinilo de 7" estuvieron disponibles; el CD con los tres temas se editó únicamente con fines promocionales, es decir que nunca salió a la venta. En el Reino Unido, la canción estuvo disponible en todos los formatos mencionados el 13 de julio, mientras que, en Japón, Warner Music Japan lanzó un mini CD de dos pistas el 25 de ese mismo mes. José F. Promis de AllMusic comentó que, para los coleccionistas, la canción «merece la pena por la versión extendida y la instrumental, y por el mero hecho de que es difícil encontrar esta canción en CD [en los Estados Unidos]». También en 1992, formó parte —junto con «Hanky Panky», otro sencillo de Madonna de 1990— de la edición Back to Back Hits de Sire Records en los Estados Unidos, disponible en casete, en vinilo de 7" y en un CD de 3".

### Apariciones en otros álbumes
Pese a que apareció en los créditos finales, el tema no figuró en la banda sonora de la cinta debido a razones contractuales; mientras que Madonna pertenecía a Warner Bros., el álbum salió a la venta a través de Sony y Columbia. Si bien las grandes discográficas suelen ofrecer cortesías a aquellos artistas que desean ser escuchados en proyectos nuevos de otros sellos, Warner Bros. decidió no ceder en este caso; al respecto, Liz Rosenberg, agente de prensa de la cantante, mencionó: «Con una artista de la talla de Madonna, solo publicaremos su material con el sello discográfico con el que graba. Creo que Sony también ha hecho un buen trabajo al dejar en claro que [ella] no está en su disco». En un principio, los ejecutivos de Warner querían que «Playground» apareciera en Erotica, pero Madonna se opuso porque alegó que no encajaba con el concepto del álbum. En su lugar, se incluyó en Barcelona Gold, un recopilatorio de diecisiete canciones publicado por Warner el 24 de julio —como parte de un acuerdo entre Time Warner, Coca-Cola y NBC Sports— para promocionar el inicio de los Juegos Olímpicos de Barcelona 1992.
En octubre de 1995, «This Used to Be My Playground» había sido una de las varias canciones pirateadas por la compañía singapurense Raagvel Trading Pte Ltd., que había manipulado hasta 4025 recopilaciones piratas —entre ellas, copias sin autorización de «Playground», así como de «Tears in Heaven» de Eric Clapton y «Wind of Change» de Scorpions—, por lo que el Tribunal Supremo de Singapur dictaminó que la asociación pagara SGD 950 000 (USD 660 000) a la IFPI, la organización internacional de sellos discográficos, por daños y perjuicios. En noviembre de 1995, el tema formó parte del recopilatorio Something to Remember, que consistió en algunas de las baladas más importantes de la carrera de Madonna; con ello, marcó la primera vez que la canción figuró en uno de sus álbumes. A finales de 1996, apareció en CD Single Collection, una caja recopilatoria de edición limitada publicada por Warner Music Japan y que contenía todos los sencillos de la cantante en formato CD, desde «Burning Up» (1983) hasta «One More Chance» (1996). Dos años después, concretamente en septiembre de 1998, figuró en 90's Instrumental Love Songs, un álbum con versiones instrumentales de «los mejores éxitos soft rock» de la década de 1990.

## Recepción comercial

### Estados Unidos
En los Estados Unidos, «This Used to Be My Playground» ingresó a la 35.ª posición de la Billboard Hot 100 el 4 de julio de 1992, lo que representó el tercer mayor debut en la carrera de Madonna; el periodista Michael Ellis de la revista reportó que la entrada a la lista se debió únicamente a la transmisión que recibió de las principales estaciones de radio, con «inmediata» promoción en las emisoras Hot 97 de Nueva York y Wild 107 de San Francisco —lo que le permitió ingresar al decimocuarto lugar del Top 40 Radio Monitor— y no de las ventas, lo que consideró «impresionante». Tras su lanzamiento comercial, debutó en el 34.º puesto del conteo Top Singles Sales y ascendió al decimoséptimo en el Hot 100, con el mayor incremento total de puntos en ventas y difusión en radios de esa semana. El 18 de julio, tuvo un aumento en las ventas físicas al pasar del puesto 34 al 10 en el Top Singles Sales, de manera que subió hasta la séptima posición en el Hot 100 y se convirtió en el vigesimotercer top diez de Madonna. Para el 25 de julio, había tenido nuevamente la mayor ganancia en ventas (del puesto diez al seis) y en radios (puesto dos), por lo que ascendió al segundo lugar en su cuarta semana en el ranquin, por detrás de «Baby Got Back» del rapero Sir Mix-a-Lot, que aún continuaba en lo más alto por cuarta semana. Hubo una competencia «cabeza a cabeza» por el primer lugar entre «This Used to Be My Playground» y «Baby-Baby-Baby» de TLC, dado que esta última canción había ganado más puntos en general y ambas estaban cerca de superar a «Baby Got Back», que permanecía una semana más en la cima.
Finalmente, el 8 de agosto, «Playground» reemplazó a «Baby Got Back» y se convirtió en el 771.° número uno en la historia del Hot 100, así como en el décimo número uno de Madonna, el primero desde «Justify My Love» (1990), por lo que rompió su empate con Whitney Houston como la artista femenina con la mayor cantidad de entradas en el primer lugar. Si bien en esa misma semana ocupó el tercer lugar tanto en la lista de ventas como en la de radios, Michael Ellis explicó que había sido la canción más reproducida en el conteo radial de los mercados más pequeños, que no salía impreso en la revista, lo que le había otorgado la puntuación total más alta. La cantante superó a «Baby Got Back» por un «estrechísimo margen» de cinco puntos, lo que supuso la carrera «más reñida» por el primer puesto desde que Billboard introdujo el sistema de información Nielsen SoundScan en diciembre de 1991. Fue, además, la cuarta vez que la cantante colocaba un sencillo en el primer puesto en su sexta semana, después de «Like a Virgin» (1984), «Like a Prayer» (1989) y «Vogue». En la edición siguiente —15 de agosto— descendió al tercer lugar por detrás de «End of the Road» de Boyz II Men y «Baby-Baby-Baby» de TLC. Si bien había comercializado 76 000 copias, la mayor cantidad para un sencillo de Madonna en ese momento, los otros dos temas habían obtenido más ganancias en ventas y radios que «This Used to Be My Playground». En total, estuvo presente veinte semanas; de acuerdo con el personal de Billboard, fue la octava canción más exitosa del verano de 1992 en el país, así como la vigesimoprimera más popular de todo el año en el Hot 100. En noviembre de 2008, Billboard reveló las canciones de Warner Bros. Records con mejor desempeño en el Hot 100 y «This Used to Be My Playground» se ubicó en el 49.º puesto. Asimismo, se convirtió en el decimonoveno sencillo más exitoso de Madonna en dicho ranquin, en el vigesimocuarto más exitoso de Sire Records y en el 755.° de los cincuenta años de historia del Hot 100 (1955-2005).
En las demás listas, alcanzó la segunda posición en el Top 40 Radio Monitor, por detrás de «I'll Be There» de Mariah Carey, así como la tercera en Top Singles Sales —después de «Baby Got Back» y «Achy Breaky Heart» de Billy Ray Cyrus— y la cuarta en Adult Contemporary. El éxito de «This Used to Be My Playground» continuó en otras revistas musicales de los Estados Unidos, dado que alcanzó el primer lugar en las listas Top 100 Singles de Cash Box, Top 40 de FMQB, Top 40 y Crossover Chart de Gavin Report, Top Fifty Singles de Hits y CHR/Pop de Radio & Records; en esta última, fue el undécimo número uno de Madonna, el primero desde «Justify My Love» (1990), y estuvo presente un total de once semanas, cuatro de ellas en la primera posición. También llegó a la segunda casilla en el conteo radial Request de Hits —por debajo de «November Rain» de Guns N' Roses— y en Adult Contemporary de Gavin Report —en este caso, detrás de «Restless Heart» de Peter Cetera—, así como a la tercera en el ranquin MB Top Traxx de Mobile Beat y a la cuarta en el de adulto contemporáneo de Radio & Records, donde fue el primer top cinco de Madonna de la década de 1990. El 10 de septiembre de 1992, casi tres meses después de su lanzamiento, obtuvo una placa de oro por parte de la Recording Industry Association of America (RIAA) tras vender medio millón de copias en el país, lo que representó el décimo sencillo de Madonna en certificar disco de oro.

### Europa
Tras su lanzamiento en Europa, «This Used to Be My Playground» gozó de una «gran acogida» en las radios de Italia, Noruega y el Reino Unido, y el 18 de julio de 1992 ingresó en el decimosexto puesto de la lista European Hit Radio (EHR) de Music & Media con un total de transmisión en 36 emisoras, de las cuales 31 fueron agregadas dicha semana, la mayor cantidad durante ese año. En la edición siguiente, ascendió once lugares luego de que otras 38 estaciones nuevas del continente empezaran a transmitir la canción, lo que supuso el número más alto desde «Black or White» (1991) de Michael Jackson. Para el 1 de agosto, Machgiel Bakker de Music & Media había informado que la canción lideraba las radios de Benelux, Dinamarca, Italia, Noruega y el Reino Unido, por lo que subió hasta la tercera posición del conteo. Finalmente, el 8 de agosto, logró airplay completo en Bélgica, Dinamarca, Italia, Noruega y el Reino Unido y superó la barrera del 50 % en el resto de Europa, por lo que reemplazó a «Too Funky» de George Michael del primer lugar con un total de transmisión en 103 emisoras, la segunda mayor cantidad en la historia de EHR, por detrás de «The One» de Elton John, que tuvo 107. No obstante, «This Used to Be My Playground» superó el récord de John dos semanas después cuando obtuvo reportes de 108 estaciones y transmisión completa en todo el continente —a excepción de Francia, con un 50 %—. Fue el vigesimocuarto número uno desde la creación de la lista en diciembre de 1990 y permaneció ocho semanas seguidas en lo más alto del conteo, más que cualquier otro sencillo en 1992. Finalizó como la segunda canción más reproducida del año en Europa, solo por detrás de «Too Funky» de George Michael. El éxito del tema impulsó a que Warner Music obtuviera el tercer lugar —después de PolyGram y Sony Music— en la encuesta trimestral de Music & Media sobre la participación de las discográficas en la lista de EHR, con una cuota del 16.7 %. También lideró el conteo Adult Contemporary Europe y fue la tercera canción más reproducida del año, después de «My Destiny» de Lionel Richie y «Ain't No Doubt» de Jimmy Nail, mientras que Madonna había sido la artista más exitosa de la temporada en ese formato de radio. En el Eurochart Hot 100 Singles, que recopila las ventas de sencillos en dieciocho países del continente, «Rhythm Is a Dancer» de la banda alemana Snap! impidió que «This Used to Be My Playground» llegara a la primera posición en la edición del 15 de agosto. Permaneció veintiún semanas en total, dos de ellas en el segundo lugar de manera consecutiva, y fue el vigesimosegundo top diez de Madonna de un total de veintisiete entradas hasta ese momento; para diciembre, había sido el decimocuarto sencillo más vendido del año en Europa.
En las listas de ventas, «This Used to Be My Playground» alcanzó la primera posición en Finlandia, Italia y Suecia. En el primer país, fue el séptimo número uno de Madonna —el primero desde «Justify My Love» (1990)— y el decimoséptimo top diez de su carrera; en el segundo, permaneció diecinueve semanas en total, quince de ellas entre los diez primeros y cuatro en la primera posición de manera consecutiva; por último, en el tercer país, fue su tercer número uno —el primero desde «Vogue» (1990)— y estuvo presente ocho semanas en la lista. En Irlanda, Madonna anotó su 27.º top diez consecutivo luego de que el tema llegara a la segunda posición del conteo de IRMA. Alcanzó la tercera posición en Noruega, la cuarta en Polonia, la quinta en Dinamarca y la sexta en Alemania, Bélgica, España y Suiza. Tanto en Francia como en la lista Single Top 100 de los Países Bajos, ocupó el séptimo lugar, mientras que, en Portugal y en el conteo Dutch Top 40, el octavo. Por último, se ubicó en los puestos décimo y undécimo, respectivamente, en Grecia y Austria.
En el Reino Unido, debutó en el quinto puesto del UK Singles Chart el 25 de julio de 1992, lo que supuso su vigesimoséptima entrada en el ranquin y el vigesimosexto top diez de su carrera, así como el decimoquinto en ingresar directamente dentro de las diez primeras posiciones, de manera que Madonna superó a The Beatles y la colocó en el tercer lugar —después de Cliff Richard y Elvis Presley— de los artistas con más top diez en la historia del conteo. En la edición siguiente, ascendió hasta el tercer lugar; Alan Jones de Music Week explicó que su rendimiento era «demasiado débil» para superar a «Rhythm Is a Dancer» de Snap! y «Ain't No Doubt» de Jimmy Nail, que ocupaban las dos primeras posiciones. Se mantuvo nueve semanas en total y ocupó el número 42 en la lista anual de 1992. «Ain't No Doubt» de Nail también evitó que el tema liderara el conteo radial UK Airplay Chart; para fin de año, había sido la 52.ª canción más reproducida en el país. El 1 de septiembre de 1992, la Industria Fonográfica Británica (BPI, por sus siglas en inglés) le otorgó un disco de plata tras la distribución de 200 000 ejemplares; para octubre de 2010, las ventas ascendían a 275 000 copias y, para agosto de 2017, pasó a ser la 38.º canción más exitosa de la cantante en el país.

### Otros mercados
En Canadá, «This Used to Be My Playground» debutó en el número 60 del conteo Top 100 Tracks de RPM el 4 de julio de 1992; poco más de un mes después —concretamente el 15 de agosto— ya era la canción más escuchada en las radios LG73 de Vancouver, CFTR de Toronto y CHYM de Kitchener, de manera que, en esa misma fecha, ascendió hasta la cima y fue su decimotercer número uno. Estuvo tres semanas seguidas en la primera posición, hasta que fue sucedido por «The One» de Elton John; con ello, Madonna se convirtió en la segunda artista con la mayor cantidad de sencillos en el primer lugar, solo por detrás de The Beatles, y superó a Bee Gees como la segunda artista más exitosa en la historia de RPM —también después de The Beatles— tras obtener 894 puntos, según el sistema que contabiliza la cantidad de canciones número uno de un intérprete, así como el total de semanas en el primer puesto, en los diez primeros y en el top 40. Permaneció diecinueve semanas en total, cuando hizo su última aparición el 7 de noviembre en la posición 97, y finalizó en el octavo lugar de los más exitosos del año. En la edición del 19 de septiembre de la lista Adult Contemporary, «Restless Heart» de Peter Cetera evitó que «This Used to Be My Playground» ocupara la primera posición. Aun así, para fin de año, fue el octavo tema más escuchado en las radios de música contemporánea para adultos. El buen recibimiento continuó en la revista canadiense The Record, donde se ubicó en el primer puesto en los conteos Contemporary Hit Radio y Retail Singles; fue tal el éxito en este último que finalizó como el 31.º sencillo más vendido de la década de 1990.
En Australia, debutó en el número 50 del ARIA Top 40 Singles el 19 de julio de 1992 y, tres semanas después, ascendió hasta el noveno puesto, de manera que se convirtió en el vigésimo top diez de Madonna. Permaneció catorce semanas en total —hasta la edición del 18 de octubre— y finalizó en el 45.° lugar de los sencillos más vendidos de 1992. La Australian Recording Industry Association (ARIA) lo certificó con un disco de oro tras la comercialización de 35 000 copias en el país. En Nueva Zelanda, ingresó en el número 41 del conteo de RMNZ el 26 de julio y alcanzó la decimocuarta posición el 16 de agosto; estuvo presente un total de diez semanas. El tema logró una buena recepción comercial en algunos mercados de América Latina como México y Panamá; en el primer país, alcanzó el primer lugar de la lista de popularidad a solo dos semanas de su lanzamiento, mientras que, en el segundo, fue el séptimo sencillo más exitoso durante la semana del 14 de agosto de 1992. La recepción comercial en Japón fue menor, pues alcanzó el puesto 59 en la lista de Oricon y duró seis semanas en total; aun así, logró vender 24 240 copias en formato CD en 1992.

## Recepción crítica
| Esta balada suave y orquestal sirve como el tema musical de la nueva película del icono del pop A League of Their Own. Ofrece una voz sutil y melancólica en medio de una producción llena de cuerdas, manejada hábilmente por su colaborador Shep Pettibone (conocido anteriormente por su trabajo en la música dance). Un trabajo maduro y complemetamente satisfactorio que tiene el potencial de ampliar las fronteras de las radios pop. —Larry Flick de Billboard en su reseña a «This Used to Be My Playground». |

En términos generales, «This Used to Be My Playground» obtuvo la aclamación de la crítica. David Menconi, uno de los autores de Musichound Lounge: The Essential Album Guide to Martini Music and Easy Listening (1998), lo calificó como uno de los mejores y más grandes sencillos de Madonna. Igualmente, Rikky Rooksby lo nombró uno de sus temas «más expresivos», así como una de las «mejores grabaciones» de la intérprete. El biógrafo Mark Bego la llamó una balada «emotiva» y «una de las grabaciones más bellas y memorables» de su carrera. Además, remarcó su «lado más amable y gentil, como una delicada flor después de la lluvia». Humberto Quiroga Lavié, en su ensayo Secretos y misterios de hombres y mujeres, también la reconoció como una de las baladas más destacadas de su carrera. En la misma línea, Chris Wade también sintió que era una de sus baladas más sobresalientes. Asimismo, declaró que su voz era el «sonido principal» de la canción y que la manera en la que «canta y captura la melodía melancólica es desgarradora». La biógrafa Victoria Chow señaló que lo «más impactante en 1992 —más que la evidente exposición de Madonna sobre la sexualidad— fue su decisión de taparse con un vestido de estampado floral y grabar la balada», y cómo sus admiradores, «que se creían inmunes a sus intentos de escandalizar, se vieron sorprendidos por este cambio de imagen». Barry Walters de Rolling Stone resaltó que la fragilidad en su voz hacía que la interpretación sonara «más potente». Aunado a ello, la denominó un lamento «lúgubre» que «pone de manifiesto a la niña herida que se oculta detrás de su adicción al trabajo». Un redactor del diario mexicano El Siglo de Torreón señaló que la balada «también prueba que, además de temas bailables, Madonna cuenta con un carisma y magnetismo en sus interpretaciones para lograr que cada tema que ella presenta sea digno de llegar a colocarse en el gusto de todos los públicos». Concluyó que «no solo ocupa el primer lugar de popularidad, sino un sitio en el gusto y corazón de todos los seguidores de la gran artista de la década como lo es Madonna».
Tanto la composición como la producción recibieron elogios; en este sentido, Ray Boren del Deseret News observó el «cambio de ritmo» en la música de Madonna y nombró al tema «encantador». Diane Rufer y Ron Fell de Gavin Report también notaron el «cambio de ritmo» en comparación con sus anteriores sencillos y concluyeron que se trataba de una canción «lenta, perfecta, rica en melodía y bien afinada». De la misma publicación, Dave Scholin subrayó el «lado suave y dulce» de la artista, a quien consideró un «extraordinario talento versátil», y añadió que «está a la altura de las expectativas con la letra única y la bonita melodía de este lanzamiento». Rooksby, que la definió como «preciosa», elogió la «buena» composición de las cuerdas y mencionó que reforzaba de manera apropiada el «sentimiento nostálgico de las escenas finales de la película». Además, citó a «Playground» como un ejemplo del crecimiento y la progresión musical que demostró la intérprete en su carrera. Daryl Easlea, uno de los autores de Madonna: Blond Ambition (2012), calificó a la letra como «conmovedora» y comparó su naturaleza «lúgubre» con «Live to Tell» (1986) y «Rain» (1993). Aunque indicó que la letra tenía «algunos clichés sobre la brevedad de la vida y la importancia de vivir y aprender», Matthew Rettenmund —en la Encyclopedia Madonnica (1995)— ratificó que fue «su honesta interpretación y su doloroso sentimiento de soledad, arrepentimiento y nostalgia por la amistad perdida» lo que permitió que la balada, a la que calificó como «atemporal» y «lúgubre», llegara al primer lugar en las listas. Ratidy Clark y Bryan DeVaney de Cash Box destacaron los arreglos de cuerda de Jeremy Lubbock, que le daban un «sonido agradable» a la producción, y agregaron que la balada «reflexiva» era «tan profunda como cabría esperar de la Chica Material». Alan Jones de Music Week lo incluyó entre lo «mejor de la semana» y distinguió la madurez de la artista en el tema, al que caracterizó como «reflexivo» y «delicado». Steven Hyden, autor de Your Favorite Band Is Killing Me: What Pop Music Rivalries Reveal About the Meaning of Life (2016), resaltó el hecho de que la cantante decidiera durante la década de 1990 «dejarse influenciar exclusivamente por "Live to Tell" y convertirse en una excelente cantante de baladas sentimentales sobre la crisis de la mediana edad» como «This Used to Be My Playground». Para el periódico Philippine Daily Inquirer, Mary Ann A. Bautist sostuvo que, cuando Madonna decide «volcar todas sus energías en la música», crea canciones como «Playground» «que fluyen con profundidad, sabiduría y sensibilidad». En otra reseña, la misma autora reconoció que temas alternativos como «Playground» podían ser ser «tan románticas como conmovedoras» como cualquier balada.
José F. Promis de AllMusic observó que había sido un «predecesor discreto» de «su álbum más conocido», Erotica, que apareció poco después del lanzamiento de la canción. Sobre este último punto, Mark Elliott —de la revista en línea Dig!— apuntó que la pista tenía un enfoque más «serio» en contraposición con el sonido «fresco y radicalmente distinto» de su siguinte trabajo Erotica. En su reseña a A League of Their Own, Manuel de la Rosa del periódico The Chronicle la describió como un «himno al pasado roto» y afirmó que, al escucharla en la escena final de la película, «ten por garantizado que derramarás al menos una lágrima o dos», opinión que compartió Greg Smith de Collider. En otra observación, Annie Zaleski de la revista Consequence la sintió «nostálgica», en tanto que Bob Lessick del periódico The Johns Hopkins News-Letter la proclamó su «canción favorita de todos los tiempos sobre la nostalgia». Wayne Graczyk de The Japan Times la nombró una «gran canción», mientras que Liz Smith del Toledo Blade, Maureen Orth de Vanity Fair y la biógrafa Michelle Morgan la llamaron una balada «preciosa», «dulce» y «hermosa», respectivamente. Angela Watercutter de Wired la calificó como «fantástica», mismo calificativo que eligió la revista Hits, que también pronosticó que sería un éxito en todas las principales estaciones de radio de los Estados Unidos. En Madonna: Song by Song (2022), Marc Andrews le pareció una balada «de ensueño y de añoranza». Lou Waryncia de la revista CD Review sintió que el hecho de que no se incluyera en la banda sonora del filme había sido «el mayor fallo» del material. Tanto Chris Hicks del Deseret News como Howell Llewellyn de Music & Media lo consideraron uno de los momentos memorables de Barcelona Gold, y Paul Verna —uno de los periodistas de Billboard— destacó que dicho disco obtendría más notoriedad gracias al éxito comercial de «Playground» en las listas musicales. En referencia al título de Barcelona Gold, Bill Rice de The Daily Gazette escribió que la pista, descrita como «lastimera», era la «ganadora de la medalla». Igualmente, Eric Generic de Radio Creme Brulee también la caracterizó como «magníficamente lastimera». Los editores de la Guinness Rockopedia (1998) notaron que tenía un estilo similar a la obra de Karen Carpenter.
Algunos periodistas dieron su opinión en las reseñas del recopilatorio Something to Remember. Así, Steven Morse de The Boston Globe la describió como «reflexiva», en tanto que Mark Bego declaró que sonaba «muy bien» al lado de clásicos anteriores de la cantante como «Crazy for You» (1985), «Live to Tell» (1986) y «Rain» (1993). A Edna Gundersen de USA Today le pareció que era, junto con «Crazy for You», «conmovedora y bellamente arreglada». J. Randy Taraborrelli expresó que la artista había dado una interpretación «melancólica», y Nathan Brackett —editor de The New Rolling Stone Album Guide (2004)— afirmó que era la «canción clave» de todo el disco. De manera similar, Rooksby lo seleccionó como el mejor tema del álbum, y Stephen Thomas Erlewine de AllMusic, que también lo reconoció como uno de los más destacados, subrayó su inclusión en el material, opinión que compartió Chuck Campbell de Star-News, quien aseguró que los fanáticos «se alegrarían» de escuchar el tema al no haber estado disponible en ningún álbum de la cantante anteriormente. Por su parte, Sal Cinquemani de Slant Magazine la calificó como una de las «gemas» de Something to Remember, y Eugene Bowen de The Michigan Daily le pareció «verdaderamente memorable». En la misma línea, el equipo de redacción del periódico colombiano El Tiempo subrayó que se trataba de uno los «clásicos» más «indispensables» dentro del repertorio de la artista. La crítica señaló que «This Used to Be My Playground» tuvo el potencial de ser candidata a los premios Óscar, como fue el caso de Terry Hazlett de Observer-Reporter. Paul Grein de Billboard afirmó que había tenido «muchas posibilidades» de ganar a mejor canción original debido a que era el «tipo de balada sentimental que los votantes de la Academia suelen preferir». Marguerita Tan de Today Online lamentó que «joyas del pasado» como «Playground» no lograran obtener una nominación en dicha categoría. En la misma líena, Matthew Rettenmund concordó al decir que Madonna había compuesto varios temas para películas —entre ellos «Playground»— candidatos al Óscar y «ninguno de los cuales ha sido nominado».
| «Playground» suena como algo que podría cantar una gran baladista de los 90, pero Madonna no lo es. No tiene la voz de una Whitney Houston o una Céline Dion ni tampoco ese tipo de entrega melodramático. No puede darle dramatismo a la canción y realmente no lo intenta. En su lugar, trata de dar una lectura equilibrada y discreta, pero no hay espíritu en su interpretación ni personalidad. [...] En «Vogue», Madonna y Pettibone encontraron un bello equilibrio. En «This Used to Be My Playground», fallaron estrepitosamente. «Playground» suena como lo que es: un trabajo de encargo apresurado que, para Madonna, fue claramente una forma rápida de sacar dinero. —Reseña negativa de Tom Breihan de Stereogum. |

A pesar de su éxito comercial en los Estados Unidos, publicaciones como Slant Magazine y Newsweek notaron la ausencia de la canción en el grandes éxitos de Madonna, Celebration (2009). De la primera revista, Eric Henderson señaló que, de todos los números uno de la cantante en el país, «Playground» había sido el único que no figuró en el disco. Por su parte, el personal de Newsweek declaró que, aunque no había sido «especialmente memorable» en comparación con otros de sus sencillos, cuestionó su omisión del material cuando se trató de «uno de los mayores éxitos» de su carrera. En comentarios menos favorables, Al Walentis del Reading Eagle señaló que, aunque la canción representaba «gran parte del poder baladista de Madonna», admitió que también era un ejemplo «perfecto de la insipidez sensiblera que hace que las radios pop sean tan poco gratificantes». Andy Orrell de Entertainment Scene 360, que le otorgó tres puntos de cinco, no había quedado conforme con el resultado; afirmó que la música era «un poco lenta y aburrida» y, pese a que destacó la letra, también le pareció «deprimente y miserable». J. J. Briggs, en su libro From Roberta Flack to Boy George: Last Fantastic Albums Ever Made (2003), sintió que era una balada «simplemente pretenciosa», y Sheryl Garratt de Los Angeles Times manifestó que había «caído en el olvido». Alfred Soto de Stylus Magazine la calificó como una «versión sentimentaloide» de «Promise to Try», de su anterior álbum Like a Prayer (1989). Pese a que resaltó el verso Don't hold on to the past / Well, that's too much to ask como el mejor del tema, Justin Myers del sitio The Guy Liner afirmó que nunca había escuchado la canción hasta el final y que «nunca» lo haría. Con una nota de 3 sobre 10, Tom Breihan de Stereogum no encontró relación alguna entre la trama de la película y la «lúgubre» balada sentimental, aunque, dada la «triste nostalgia» que se percibe en la última escena, supuso que «Playground» no era un tema «terriblemente incongruente». Aun así, aseguró que sonaba «barato y ordinario» porque no tenía «nada del encanto onírico» de «Crazy for You» y «Live to Tell» y criticó las cuerdas «sensibleras» y el piano «pregrabado». Según el autor, había sido evidente que Pettibone no estaba «especialmente cómodo» al trabajar con instrumentos reales y era «exactamente la canción errónea» para una intérprete como Madonna. Por último, sostuvo que no era uno de los «éxitos inmortales» de la artista y concluyó: «El gancho central es lo suficientemente fuerte como para que pudieran haberla convertido en una balada de club como "Rain", pero no era esa la tarea. En lugar de eso, "Playground" suena como Madonna en un sopor de música adulto contemporáneo».

## Reconocimientos
En la 50.ª edición de los Globo de Oro, celebrada en enero de 1993 en Los Ángeles, «This Used to Be My Playground» obtuvo una nominación en la categoría de mejor canción original, aunque perdió ante «A Whole New World» de la película Aladdín, compuesta por Alan Menken y Tim Rice. Madonna y Pettibone obtuvieron dos reconocimientos por su trabajo como coautores por parte de la American Society of Composers, Authors and Publishers (ASCAP): el primero —otorgado en los ASCAP Film & Television Awards en abril de 1993— por haber sido uno de los temas musicales de películas más escuchados del año; Lionel Conway, editor musical inglés de Warner Bros., aceptó la distinción en nombre de Madonna. El segundo premio, a canción más escuchada, se entregó en la undécima entrega anual de los ASCAP Pop Awards, celebrada en mayo de 1994.
La revista The Face la incluyó en el 41.º lugar en su edición de las mejores grabaciones de 1992, y el sitio Chart Beats la clasificó en el 192.º puesto de las 250 canciones más destacadas del año. En julio de 2013, el programa Het Theater van het Sentiment —de la radio neerlandesa NPO Radio 2— la ubicó en el 39.° puesto de los cuarenta temas más destacados de la temporada. Aunado a ello, estuvo entre lo más destacado de los años 1990; en el sitio BuzzFeed, Matthew Perpetua la colocó en la cuarta posición de las mejores canciones de despedida sentimentales, y Troy L. Smith de Cleveland lo clasificó en el número 120 en el conteo de los sencillos que alcanzaron el número uno a lo largo de la década en los Estados Unidos. Además, formó parte de la lista de las 2000 canciones más queridas y recordadas del siglo XX, del autor David A. Jasen, y en las 7500 más importantes de la era del rock and roll de Bruce Pollock; este último mencionó que la balada era digna de un Óscar y que había «elevado a Madonna a un nuevo y enrarecido nivel de sentimentalismo». En marzo de 2013, el diario peruano El Comercio creó un conteo de los diez temas «que no pueden faltar en el primer día de clases» y señaló que, por el contenido de la letra, «Playground» era más precisa para aquellos estudiantes «nostálgicos» que ya habían finalizado sus estudios.
«This Used to Be My Playground» también ha sido considerado uno de los temas más destacados en la carrera de Madonna por múltiples medios de comunicación, como Billboard —en 2013 y 2023—, Boy Culture, Chart Beats, Consequence, Entertainment Weekly, HuffPost, Logo, MLive Michigan, NPR, Out, Parade, Rolling Stone, Slant Magazine, Stuff, The Guardian, la versión en español de Vanity Fair y VH1. De ellos, destacan algunos comentarios como el de Allison Franks de Consequence, que elogió el «hermoso y sereno carácter retrospectivo» y cómo capturó «con sinceridad las sentidas emociones de todas y cada una de las jugadoras», o de Chuck Arnold de Entertainment Weekly, quien, además de haberla calificado como una de sus mejores baladas, mencionó que su «nostálgica letra resuena aún más con fuerza en la Madonna de hoy». Figuró en el conteo de las mejores canciones de Madonna provenientes de bandas sonoras del periodista Garrett Mitchell —de The Arizona Republic—, quien subrayó sus «melancólicas reflexiones», mientras que la revista colombiana Semana lo distinguió como uno de sus cinco temas que «dejaron huella en el cine». En septiembre de 2000, quedó en el octavo lugar en una votación realizada por sus admiradores para determinar su mejor canción número uno en los Estados Unidos. Por último, Louis Weber, uno de los editores de The Extraordinary Book of Lists (2007) lo posicionó en el decimosexto lugar de los veinticinco sencillos más populares de Madonna.

## Vídeo musical

### Producción y sinopsis
El videoclip de «This Used to Be My Playground» fue rodado en Los Ángeles y dirigido por Alek Keshishian, quien ya había colaborado previamente con Madonna en el documental Truth or Dare (1991) y en las versiones en vivo de «Holiday» (1983) y «Like a Virgin» (1984), tomadas del mismo filme. La edición quedó a cargo de James Haygood y la cinematografía recayó en John Schwartzman. A diferencia de la mayoría de los videoclips relacionados con temas musicales de películas, que suelen ser «simples actuaciones» con fragmentos del filme en cuestión, «This Used to Be My Playground» evitó aquello; si bien se incluyen algunas secuencias de A League of Their Own, consistió en un «nostálgico» libro ilustrado de fotografías en movimiento que se desplaza de un lado a otro, con imágenes de Madonna que dan vida a dichas fotografías.
Para lograr los efectos visuales de las imágenes en movimiento, la artista trabajó con Brian Buongiorno y Stan Kellam, quienes utilizaron una mesa de mezclas Abekas, grabadoras de discos y un efecto de video digital (DVE) Kaleidoscope. Dado que la filmación ocurrió en la época «pre-trávelin», cada una de las capas se monitorizó a mano y se compuso utilizando varias técnicas de incrustación. Buongiorno y Kellam trabajaron «sin descanso» las 24 horas y el proyectó se completó en casi seis días.
El vídeo inicia con un hombre que pasa lentamente las páginas de un álbum de fotografías antiguo. Las mismas fotografías son imágenes en movimiento de Madonna, que canta la canción en distintos escenarios; en uno de ellos, se la ve sentada en un banco de iglesia con una boina negra, deambulando en planos coloreados a mano de campos cubiertos de hierba, tumbada en una cama con una sombra entrecruzada en su rostro o escribiendo en una cafetería. En otras tomas, la cantante se mira en el espejo y retira una foto suya que está pegada en una de las esquinas, y luego canta el tema mientras sus labios se muestran en el reflejo. También aparecen imágenes de A League of Their Own y, en la escena final, el hombre que ha estado mirando el álbum de recuerdos apoya la cabeza sobre la mesa en un acto de nostalgia.

### Estreno y recepción

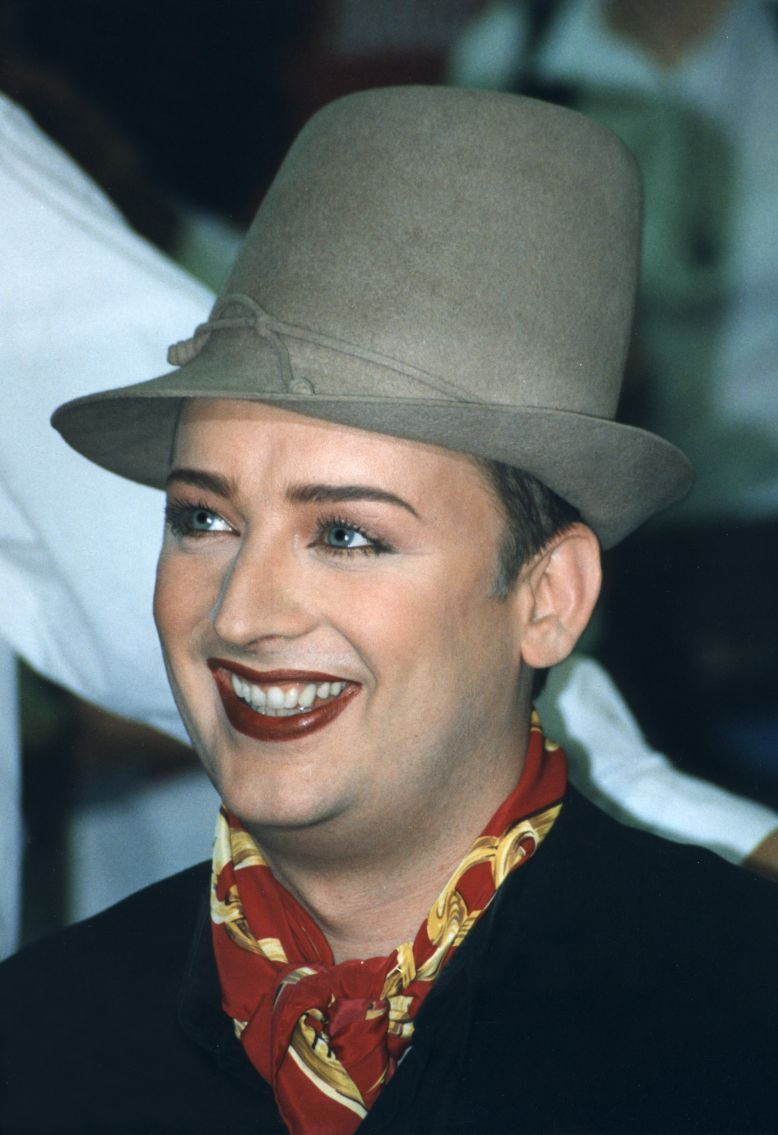
El videoclip de «This Used to Be My Playground» ha sido comparado con el de «To Be Reborn» (1987) del británico Boy George e incluso el mismo cantante se mostró «furioso» con las similitudes

En los Estados Unidos, el vídeo salió al aire por primera vez en MTV el lunes 29 de junio de 1992, dos días antes del estreno de A League of Their Own, como parte de un especial televisivo de dos horas titulado Madonna: A League of Her Own. Para la semana del 8 de agosto, era el tercer vídeo con más emisiones en dicho canal, solo por detrás de «November Rain» de Guns N' Roses y «Wherever I May Roam» de Metallica. Por su parte, en el Reino Unido tuvo su debut en el programa Top of the Pops de la BBC el 16 de julio de ese año. Matthew Rettenmund opinó que, aunque las imágenes eran sencillas, describían «hábilmente» el acto de introspección. Además, señaló que la escena final «sellaba el vídeo con el toque perfecto de tristeza para que resonara con el hastío de Madonna». El académico Douglas Kellner, en su libro Media Culture: Cultural Studies, Identity and Politics Between the Modern and the Postmodern (1995), indicó que «This Used to Be My Playground» formaba parte del amplio repertorio de videoclips «realistas» de Madonna, «en los que las imágenes se limitan a ilustrar la letra de la canción y producen narraciones realistas que acompañan a la letra y la música». El autor finés Antti Alanen elogió el trabajo «hábilmente logrado» de los efectos visuales. En cuanto a la apariencia de la cantante, un editor del Reading Eagle señaló que sus cejas eran más «escasas» y «finas», lo que representaba un «cambio radical con respecto a sus días de "Like a Virgin" y "Vogue". Y todos sabemos lo que pasa cuando Madonna luce un nuevo look». Por el contrario, Tom Breihan de Stereogum lo calificó de «mediocre» y «aburrido» y añadió que «no es más que Madonna maquillada para que parezcan imágenes en movimiento de un álbum de fotos».
El vídeo ha sido comparado con el de «To Be Reborn» (1987) del cantante británico Boy George; dirigido por el fotógrafo francés Jean-Baptiste Mondino, también aparece interpretando la canción en las páginas de un libro. El mismo George declaró en su autobiografía que estaba «furioso» después de haber visto el de Madonna y lo renombró «This Used to Be My Video». En la decimocuarta entrega anual de los Billboard Music Video Awards, celebrada en noviembre de 1992, Madonna obtuvo una nominación a mejor artista femenina de pop/rock por el videoclip de «This Used to Be My Playground», aunque perdió ante «Constant Craving» de la cantante canadiense K. D. Lang. En noviembre de 2001, los espectadores de Q TV, el canal de música derivado de la revista Q, lo eligieron como el séptimo vídeo más destacado de Madonna. En abril de 2004, el videoclip se incluyó en el DVD de A League of Their Own como material adicional, junto con un documental sobre el rodaje del filme, comentarios de Marshall y escenas eliminadas; ocho años después, en octubre de 2012 y con motivo de su vigésimo aniversario, volvió a figurar dentro del material extra de la versión en Blu-ray.

## Presentación en vivo
Por más de treinta años, «This Used to Be My Playground» había sido uno de los pocos sencillos que Madonna nunca había interpretado en vivo, ya sea en giras mundiales, actuaciones en premiaciones o eventos televisivos. En una entrevista con Billboard en julio de 2019, la artista comentó que la razón era porque se trataba de una canción «muy relajada y suave» que no se ajustaba con sus espectáculos «muy enérgicos». Sal Cinquemani de Slant Magazine compartió la opinión de la cantante y aseguró que el tema dejaba en claro que no encajaba «en la producción actual de la estrella del pop, orientada a la pista de baile, pero si la reina de la reinvención no está dispuesta a encontrar la manera de darles un nuevo giro a estas viejas canciones, debe haber una buena razón. Con temas tan atemporales [como "This Used to Be My Playground"], es difícil imaginar cuál podría ser». En un artículo de enero de 2023, Mike Wass de Variety declaró que era momento «de sacar a la luz canciones» que la artista había olvidado, entre ellas «This Used to Be My Playground», que estaba «a la cabeza» de la lista según el autor.
Finalmente, el 2 de febrero de 2024, Madonna interpretó por primera vez un fragmento de la canción durante el concierto realizado en Chicago como parte de la gira The Celebration Tour. La artista recordó su participación en A League of Their Own, cuyo rodaje había tenido lugar en Chicago, y los meses que pasó en la ciudad aprendiendo a jugar béisbol. A continuación, preguntó al público si aún recordaban el tema, a lo cual procedió a cantar de manera a capela los primeros versos con la ayuda de los espectadores. Luego, bromeó: «Pensé que solo diez de ustedes se la sabrían. Resulta que veinte de ustedes la sabían. Es broma. Guardo muy buenos recuerdos de esta ciudad».

## Versiones de otros artistas

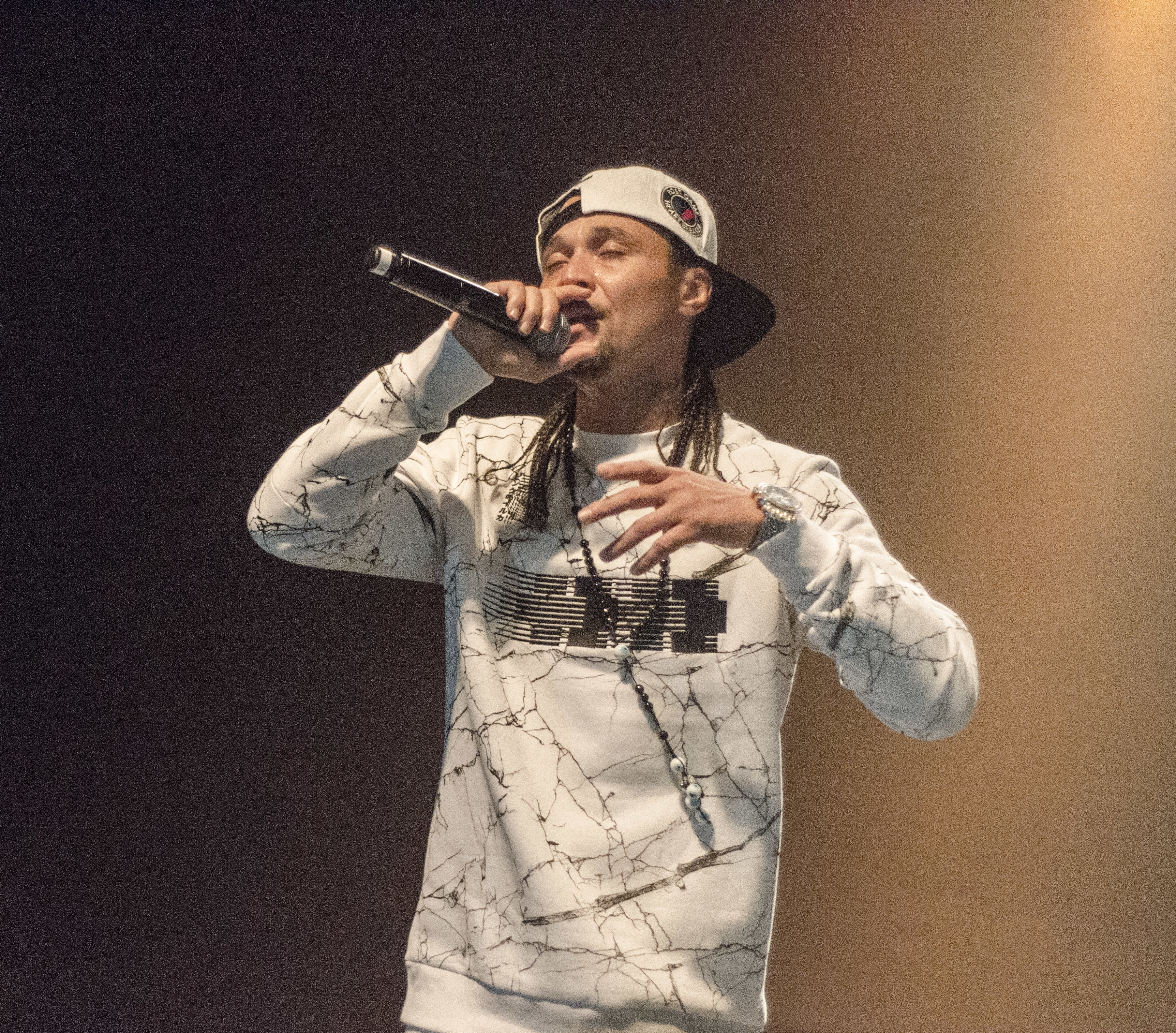
El rapero estadounidense Bizzy Bone incluyó un sample de «This Used to Be My Playground» en su canción «Jesus» de 2001

Una de las primeras versiones de «This Used to Be My Playground» fue realizada por el cantante Alan Devito en junio de 1994 para el álbum homenaje A Tribute to Michael Jackson and Madonna, Vol. 1. Al año siguiente, el grupo The Countdown Singers grabó la canción, junto con otros temas musicales de películas, en Love Songs from the Movies (1995). La Orquesta Filarmónica Real, el cuarteto de cuerdas Vitamin String y The Gary Tesca Orchestra grabaron versiones instrumentales para los discos Material Girl: RPO Plays Music of Madonna (1998), The String Quartet Tribute to Madonna (2002) y Who's That Girl: The Madonna Story, Vol. 1 (2005), respectivamente; en su reseña a la Filarmónica, Melinda Hill de AllMusic escribió que la canción funcionaba debido a la orquestación. La versión de la agrupación de rock A Flock of Seagulls figuró en varios discos homenajes, entre ellos The World's Greatest '80s Tribute to Madonna y Material Voices, ambos de 2000, así como Virgin Voices de 2005; Perrie Samotin de Style Caster la incluyó en su lista de las «once increíbles versiones de Madonna que tienes que escuchar».
En noviembre de 2000, figuró en The Material Girl: A Tribute to Madonna; en esta ocasión, la interpretación estuvo a cargo de School Kid, una de las catorce bandas de música alternativa e independiente que participaron en el material. En 2005, el artista Bennett Carl realizó su propia versión de jazz para A Smooth Sax Tribute to Madonna's Greatest Hits. Melissa Totten, una imitadora reconocida a nivel internacional, interpretó la pista para el álbum doble Forever Madonna, lanzado en julio de 2008, en el que también se incluyó una remezcla de su versión titulada «Klubkidz House Party Mix». En septiembre de 2015, apareció en el disco Madonna: Best of (Piano Covers), del conjunto japonés Relaxing Piano Crew. En 2011, el pianista brasileño Judson Mancebo produjo una canción de cuna de «This Used to Be My Playground» para el álbum Babies Love Madonna, publicado en Australia por el sello ABC Music, y ese mismo año, la banda de rock filipina Urbandub la grabó para su EP Sending a Message. Cinco años después, el músico y compositor estonio Tõnu Naissoo interpretó el tema para el disco R de 2016.
Además de las versiones, el rapero estadounidense Bizzy Bone incluyó un sample de «This Used to Be My Playground» en su sencillo en solitario «Jesus», de 2001. Además, fue la última canción que se reprodujo en la última noche de Tracks, una discoteca ubicada en Navy Yard City —en el sureste de Washington— que estuvo activa por más de quince años; Ed Bailey, uno de los DJ que estuvo presente en el evento realizado en noviembre de 1999, mencionó que eligió el tema de Madonna porque «la letra es tan perfecta, aunque sea una canción lenta». Hank Stuever de The Washington Post comentó que, cuando finalizó la pista, hubo lágrimas y «la gente arrancó partes de las paredes del club». Tras el fallecimiento del jugador de béisbol estadounidense Ted Williams en julio de 2002, se realizó un homenaje en su honor en el Fenway Park de Boston y el sistema de sonido del estadio reprodujo «This Used to Be My Playground».

## Lista de canciones y formatos
| 7" / Casete / Mini CD |                                                        |          |  |
| N.º                   | Título                                                 | Duración |  |
| 1.                    | «This Used to Be My Playground» (versión del sencillo) | 5:06     |  |
| 2.                    | «This Used to Be My Playground» (versión larga)        | 6:03     |  |

| Maxi CD / 12" / CD promocional |                                                        |          |  |
| N.º                            | Título                                                 | Duración |  |
| 1.                             | «This Used to Be My Playground» (versión del sencillo) | 5:06     |  |
| 2.                             | «This Used to Be My Playground» (instrumental)         | 6:54     |  |
| 3.                             | «This Used to Be My Playground» (versión larga)        | 6:03     |  |

## Posicionamiento en listas
| País/Continente   | Lista (1992)                       | Posición más alta |
| ----------------- | ---------------------------------- | ----------------- |
| Alemania          | Offizielle Deutsche Charts         | 6                 |
| Australia         | ARIA Top 50 Singles                | 9                 |
| Austria           | Ö3 Austria Top 40                  | 11                |
| Bélgica (Flandes) | Ultratop 50 Singles                | 6                 |
| Canadá            | RPM Top 100 Tracks                 | 1                 |
| Canadá            | RPM Adult Contemporary             | 2                 |
| Canadá            | The Record Retail Singles          | 1                 |
| Canadá            | The Record Contemporary Hit Radio  | 1                 |
| Dinamarca         | IFPI                               | 5                 |
| España            | AFYVE                              | 6                 |
| Estados Unidos    | Billboard Hot 100                  | 1                 |
| Estados Unidos    | Adult Contemporary                 | 4                 |
| Estados Unidos    | Top 40 Radio Monitor               | 2                 |
| Estados Unidos    | Top Singles Sales                  | 3                 |
| Estados Unidos    | Cash Box Top 100 Pop Singles       | 1                 |
| Estados Unidos    | FMQB Top 40                        | 1                 |
| Estados Unidos    | Gavin Report Top 40                | 1                 |
| Estados Unidos    | Gavin Report Adult Contemporary    | 2                 |
| Estados Unidos    | Gavin Report Crossover Chart       | 1                 |
| Estados Unidos    | Hits Top Fifty Singles             | 1                 |
| Estados Unidos    | Hits Request                       | 2                 |
| Estados Unidos    | Mobile Beat MB Top Traxx           | 3                 |
| Estados Unidos    | Radio & Records CHR/Pop            | 1                 |
| Estados Unidos    | Radio & Records Adult Contemporary | 4                 |
| Europa            | Eurochart Hot 100 Singles          | 2                 |
| Europa            | European Hit Radio                 | 1                 |
| Europa            | Adult Contemporary Europe          | 1                 |
| Finlandia         | Suomen virallinen lista            | 1                 |
| Francia           | SNEP                               | 7                 |
| Grecia            | IFPI Grecia                        | 10                |
| Irlanda           | IRMA                               | 2                 |
| Italia            | Musica e dischi                    | 1                 |
| Japón             | Oricon                             | 59                |
| México            | AMPROFON                           | 1                 |
| Noruega           | VG-lista                           | 3                 |
| Nueva Zelanda     | RMNZ                               | 14                |
| Países Bajos      | Dutch Top 40                       | 8                 |
| Países Bajos      | Single Top 100                     | 7                 |
| Panamá            | El Siglo de Torreón                | 7                 |
| Polonia           | LP3                                | 4                 |
| Portugal          | AFP                                | 8                 |
| Reino Unido       | UK Singles Chart                   | 3                 |
| Reino Unido       | UK Airplay Chart                   | 2                 |
| Suecia            | Sverigetopplistan                  | 1                 |
| Suiza             | Schweizer Hitparade                | 6                 |

| País/Continente   | Lista (1992)                       | Posición |
| ----------------- | ---------------------------------- | -------- |
| Alemania          | Offizielle Deutsche Charts         | 35       |
| Australia         | ARIA Top 50 Singles                | 45       |
| Bélgica (Flandes) | Ultratop 50 Singles                | 38       |
| Canadá            | RPM Top 100 Tracks                 | 8        |
| Canadá            | RPM Adult Contemporary             | 8        |
| Estados Unidos    | Billboard Hot 100                  | 21       |
| Estados Unidos    | Adult Contemporary                 | 33       |
| Estados Unidos    | Top 40 Radio Monitor               | 45       |
| Estados Unidos    | Top Singles Sales                  | 16       |
| Estados Unidos    | Cash Box Top Pop Singles           | 21       |
| Estados Unidos    | Gavin Report Top 40                | 30       |
| Estados Unidos    | Gavin Report Adult Contemporary    | 34       |
| Estados Unidos    | Radio & Records CHR/Pop            | 20       |
| Estados Unidos    | Radio & Records Adult Contemporary | 32       |
| Europa            | Eurochart Hot 100 Singles          | 14       |
| Europa            | European Hit Radio                 | 2        |
| Europa            | Adult Contemporary Europe          | 3        |
| Noruega           | VG-lista                           | 4        |
| Países Bajos      | Dutch Top 40                       | 64       |
| Países Bajos      | Single Top 100                     | 43       |
| Reino Unido       | UK Singles Chart                   | 42       |
| Reino Unido       | UK Airplay Chart                   | 52       |
| Suiza             | Schweizer Hitparade                | 15       |

| País   | Lista (1990-1999) | Posición |
| ------ | ----------------- | -------- |
| Canadá | The Record        | 31       |

| País           | Lista (1955-2005) | Posición |
| -------------- | ----------------- | -------- |
| Estados Unidos | Billboard Hot 100 | 755      |

## Certificaciones y ventas
| País (organismo certificador) | Certificación | Unidades certificadas/Ventas |
| ----------------------------- | ------------- | ---------------------------- |
| Australia (ARIA)              | Oro           | 35 000                       |
| Estados Unidos (RIAA)         | Oro           | 500 000                      |
| Japón (Oricon)                | —             | 24 240                       |
| Reino Unido (BPI)             | Plata         | 275 000                      |

## Créditos y personal
- Madonna: voz, composición, producción
- Shep Pettibone: composición, producción, programación
- Jeremy Lubbock: arreglo de cuerdas, programación
- Al Schmitt: grabación, ingeniería, mezcla
- Columbia Pictures Industries: fotografía
- Jeri Heiden: diseño

Créditos adaptados de las notas de «This Used to Be My Playground».